# Veronica islensis
Veronica islensis är en grobladsväxtart som beskrevs av E.M. Gamal-eldin. Veronica islensis ingår i släktet veronikor, och familjen grobladsväxter. Inga underarter finns listade i Catalogue of Life.